# FMK Morning Glory
『FMK Morning Glory』（エフエムケイ モーニング・グローリー）は、2007年4月2日から2022年9月29日までエフエム熊本（FMK）で放送されていたラジオ番組。
『HYPER MORNING TRAX』に替わってスタートした平日朝のワイド番組で、「熊本の朝をさわやかに！」をキャッチフレーズに掲げている。当初は毎週月曜 - 木曜 8:20 - 10:35（日本標準時）に放送されていたが、2011年4月4日放送分をもって7:30放送開始となり、終了時刻も後に10:34に変更された。
パーソナリティは、放送開始時から長らく松崎ひろゆきが務めていたが、松崎は2017年3月30日放送分をもって番組を卒業。同年4月3日放送分からは、長木真琴（月曜・水曜担当）と松村奈央（火曜・木曜担当）夫妻が務めていた。

## コーナー
一部のコーナー以外は、金曜の同じ時間帯に放送されている『FMK charmy2』と共通。
- 7:30 トラフィック・インフォメーション
- 7:36 県庁ダイアリー
- 7:41 ウェザー・インフォメーション
- 7:50 ぶらりくまもとMORNING LIVE
  - ▽8:00 SUZUKI TODAY'S KEY NUMBER
  - ▽8:09 ルートインホテルズ 今日のスポーツ
  - ▽8:10 Honda Smile Mission
- 8:20 熊本日日新聞ニュース
- 8:25 ウェザー・インフォメーション
- 8:30 トラフィック・インフォメーション
- 8:35 タイム・クリック
- 8:40 FDA 阿蘇くまもと空港 フライトインフォメーション
- 8:45 （火）フレッシュフラッシュ熊本
- 8:55 熊本日日新聞ニュース
- 9:19 ウェザー・インフォメーション
- 9:30 グローバル・ビート
- 9:50 サウンドグラフィティ
- 10:00 ヘッドラインニュース
- 10:10 （月）月曜対談 ／（火）キネマのススメ／（水）やさしいごはん／（木）木曜日の調査室
- 10:25 魔法のことば